# Szynwałd (Petite-Pologne)
Pour les articles homonymes, voir Szynwałd.
Szynwałd est une localité polonaise de la gmina de Skrzyszów, située dans le powiat de Tarnów en voïvodie de Petite-Pologne.